# 재림주
재림주(再臨主)는 재림한 예수를 표현하는 말이다. 재림 예수라고도 한다.

## 재림
재림(Second Coming)은 기독교에서 부활하여 승천한 예수 그리스도가 영광 속에 또다시 내림(來臨)하여, 산 자와 죽은 자를 심판한다는 신앙고백을 가리키는 것이다. 예수의 재림 또는 예수의 다시 오심이라는 표현도 사용된다. 재림이라는 용어의 원어는 그리스어의 '파루시아'로서 '도착(到着)' 또는 '내방(來訪)'의 뜻이다. 현재 그리스어에서는 실질적인 뜻으로 쓰이지 않지만 영어에서 Parousia는 기독교인들에게 특별하게 인식되어 있다.

## 신흥 종교에서의 재림주
대한민국의 신흥 종교에서 일부에게 재림주로 불리는 사람들은 아래와 같다.
- 안상홍 (하나님의교회 세계복음선교협회)
- 문선명 (세계평화통일가정연합)